# IBM形式フロッピーディスク
IBM形式フロッピーディスク（フロッピーディスクにおける IBMフォーマット）とは、フロッピーディスクにおけるIBM方式の論理フォーマット。大別して以下がある。
- IBM社が採用したフォーマット（8インチ用、5.25インチ用、3.5インチ用）詳細はフロッピーディスク#IBMフォーマット。
- 日本独自の「IBM形式（IBMフォーマット）」（日本の一部メーカーが、IBM社の8インチ用フォーマットを、5.25インチや3.5インチなどに独自に適用したもの。IBM社は未採用。電電公社形式とも。）当記事で記載。

## 概要
フロッピーディスクにおける「IBM形式（IBMフォーマット）」とは、本来（狭義）にはIBM社が標準的に採用したフォーマットで、8インチ用、5.25インチ用、3.5インチ用などがある。
しかし特に日本では、一部の国産メーカーが独自に、8インチ用のIBMフォーマットを、5.25インチや3.5インチなどに適用したものを特に「IBM形式（IBMフォーマット）」と呼ばれている。これらはIBM社は採用しておらず、事実上の日本独自規格で、更に各社独自の拡張が含まれているために機種依存性が高い。なお「IBM形式」のフロッピーディスクをパーソナルコンピュータで扱うには、サポートされているハードウェアと専用のソフトウェアが必要である。
日本独自の5.25インチ、3.5インチの「IBM形式」は、IBM社による8インチ用の形式である「IBM Diskette 2D」を、2HDで再現したフォーマットである。なおIBMの「5.25" Diskette 2HD」を含め、当時のフロッピーディスクの大多数は、未フォーマット状態で発売されていた。この5.25インチ2HDは日本で電電公社（現 NTTグループ）主導で開発されたため、当初は「公社規格ディスク」と呼ばれていた（フォーマット形式ではなくディスクの種類そのもの＝5.25インチ2HDを示す用語）。このフォーマット形式が「電電（公社）フォーマット」とも呼ばれのはこの名残である。なお上述の理由により、3.5インチ2HDでは同じフォーマットでも「公社規格ディスク」とは呼ばれず、「電電（公社）フォーマット」と呼ばれることもあまりない。現在「IBM形式」という名前で利用されているのは、この3.5インチがほとんどである。
「IBM形式」では、0シリンダの表側（サイド0、実際のサイド0はラベルを貼る「見かけ上の」表側ではなく裏側にある）をインデックス領域として使う。インデックス領域の文字コードはEBCDICで記述される。また、インデックス部はビットごとに必ず磁極が反転するFM方式で書き込まれ、データ部は前のビットを参照して磁極が反転するMFM方式で書き込まれる。なおFM方式・MFM方式の詳細についてはModified Frequency Modulationを参照のこと。

## 種類
「IBM形式」と呼ばれるフォーマットを使用する主な国産メーカーには以下がある。
- 日立製作所の2HDのIBM形式では、レコードブロックがトラック境界をまたいだ配置を許さない。
- 三菱電機の2HDのIBM形式は、ディスクの回転速度が300RPMである。フォーマット後の容量は「IBM Diskette 2D」に合わせて985KBとなっている。
- 富士通では、セクタサイズ1024バイトでありながら、その他の仕様が「IBM Diskette 2D」に準拠した形式も扱う。
- 東芝のレガシーコンピュータではIBM形式と似たフォーマットを採用する。特徴はインデックス領域がJIS X 0201の8ビット符号表現(JIS8)で表現されていることである。
- 特許出願形式と呼ばれるものもIBM形式と似ている。東芝形式と同じくインデックス領域をJIS8で表現する。この特許出願形式をIBM形式と呼ぶことはない。

主なフォーマットの種類には以下がある。
|   | 形式名       | 回転数 (RPM) | 容量 (KB) | セクタサイズ (バイト) | セクタ数 | ヘッド数 | シリンダ数 |
| - | ------------ | ------------ | --------- | --------------------- | -------- | -------- | ---------- |
| ★ | 8インチ1S    | 360          | 243       | 128                   | 26       | 1        | 77         |
| ★ | 8インチ2S    | 360          | 493       | 128                   | 26       | 2        | 77         |
| ★ | 8インチ2D    | 360          | 985       | 256                   | 26       | 2        | 77         |
|   | 5インチ2HD   | 360          | 985       | 256                   | 26       | 2        | 77         |
|   | 3.5インチ2HD | 360          | 985       | 256                   | 26       | 2        | 77         |

- ★がつくものは海外でも利用されている形式。その他は日本国内でしか利用されていない。
- IBM形式では77個のシリンダの内、0番目をインデックスとして、末尾の二つを予備用として利用するため実際にデータとして使えるのは74個のシリンダである。

## 用途
かつては、銀行との取引の際に全銀フォーマットのデータを格納するのによく使われた。現在では、全銀フォーマットデータの格納にはDOS形式フロッピーディスクを利用することが多くなった。織物の世界では、メカ式ジャカードを電子制御する方法として、ダイレクトジャカードを使用している。そのフロッピーは、IBM形式フロッピー（8インチ、5インチ、3.5インチ）が用いられており、現在ではその扱い難さから、大きな問題になっている。

## 3モードとの関係
IBM形式のフロッピーディスクは一般的に360RPMの回転速度でアクセスされる。なお「3モードフロッピーディスクドライブを使用すれば、IBM形式を扱うためのハードウェアの要件を満たしている」と考えることはできない。3モード対応であってもIBMフロッピーを扱えない場合が存在するからである。
3モードの要件とは、2HDと2DDのフロッピーを300RPM及び360RPMの回転速度でアクセスできることである。IBM形式を扱うためには、それだけでなく、FM(単密度)アクセスの能力が必要である。DOSフォーマットでは全てのトラックがMFM記録なのに対して、IBM形式では一番外側シリンダの表側トラック(ファイルインデックス領域)がFM記録されているからである。
三菱電機の2HDのIBM形式は、300RPMで回転するため、3モードとは無縁である。ただし、0シリンダは、300RPMのFMアクセスで読み書きされる。